# Кібл-коледж (Оксфорд)
Кібл-коледж (Keble College) — один з коледжів Оксфордського університету. Заснований в 1870 році. Один з найбільших коледжів Оксфорда. Понад 600 учнів, з яких понад 400 на бакалавраті. Коледж був заснований в пам'ять Джона Кібла (John Keble, 1792—1866) та з метою зробити оксфордську освіту доступнішою.
З відкриттям коледжу в 1870 році його першими студентами стали всього 13 осіб, а три тьютори розділили між собою класику, теологію та історію. У 1876 році була відкрита каплиця.